# 22 липня
22 липня — 203-й день (204-й у високосні роки) року за Григоріанським календарем. До кінця року залишається 162 дні.

## Свята і пам'ятні дні

### Міжнародні
- День гамака.

### Національні
- Азербайджан: День національної преси.
- Таджикистан: День державної мови.
- Центральноафриканська Республіка: День посадки дерев.
- Гамбія: День революції.
- Свазіленд: День народження Короля-близнюка Собуза і День суспільства.
- Україна: День Іван-чаю.

### Релігійні

#### Християнство
Католицизм
- День Святої Марії Магдалини.

Православ'я
- Мироносиці рівноапостольної Марії Магдалини.
- Перенесення мощей священномученика Фоки.

### Іменини
Православні: Марія.
Католицькі: Болеслав, Марія.

## Події
- 1099 — хрестоносцями створено Єрусалимське королівство, першим главою держави («захисником Гробу Господнього») вибраний Готфрід Бульйонський.
- 1502 — до Лісабона повернулися учасники португальської експедиції, в якій на посаді астронома брав участь Амеріго Веспуччі. Це плавання принесло йому світову славу як першовідкривачеві Нового Світу, як тоді називали Південну Америку, що лежала на південь від екватора.
- 1653 — до столиці Молдовського князівства Сучави підійшов 7-тисячний загін Тимоша Хмельницького на чолі з новим господарем молдовським Георгієм Штефаном, почалася облога.
- 1763 — Катерина II видає Маніфест «О дозволении всем иностранцам, в Россию въезжающим, поселяться в которых губерниях они пожелают и о дарованных им правах», який стимулював міграцію німців до Російської імперії, зокрема й на південь України.
- 1790 — у Королівстві Франція націоналізовано майно церкви.
- 1793 — шотландський дослідник Александер Маккензі став першим європейцем, що перетнув Канаду зі сходу до Тихого океану.
- 1819 — відбулася прем'єра вистави Івана Котляревського «Наталка Полтавка».
- 1894 — На трасі Париж—Руан завдовжки 126 км відбулися перші у світі автоперегони.
- 1921 — в газеті «Селянська правда» з'явився перший фейлетон Остапа Вишні.
- 1922 — день заснування першого та найбільшого куреня старших пластунів «Лісові Чорти».
- 1930 — Колгоспцентр СРСР встановив оцінку й оплату праці в колгоспах не в грошах, а в трудоднях.
- 1942 — радянські війська залишили місто Свердловськ Ворошиловградської області (нині Довжанськ Луганської області), після чого Вермахт зайняв усю територію УРСР.
- 1944 — завершилася битва під Бродами між 13-м корпусом 4-ї танкової армії Вермахту, до складу якого входила дивізія СС «Галичина», та червоноармійськими військами 1-го Українського фронту.
- 1944 — створено Міжнародний валютний фонд.
- 1960 — Куба націоналізувала цукрові заводи, що належали США.
- 1968 — правозахисник Анатолій Марченко звернувся з листом до BBC та західної преси з приводу введення радянських військ до Чехословацької Соціалістичної Республіки.
- 1969 — Хуан Карлос I офіційно проголошений спадкоємцем Франсіско Франко на посту глави держави в ранзі короля Іспанії.
- 1979 — компанія Sony почала продаж перших побутових пристроїв «Walkman».
- 1983 — американець Дік Сміт першим облетів Землю на гвинтокрилі.
- 1983 — скасований воєнний стан у Польській Народній Республіці, введений 13 грудня 1981 року радянським генералом Ярузельським.
- 1986 — Палата громад британського парламенту проголосувала за скасування тілесних покарань у державних школах.
- 2001 — розпочався офіційний візит в Україну глави Китайської Народної Республіки Цзян Цземіня.
- 2014 — місто Сєвєродонецьк звільнено від терористів ЛНР.
- 2025 — через ухвалення закону № 4555, який позбавляє незалежності НАБУ і САП, у Києві та інших містах України відбулися мітинги.[2]

## Народилися
Дивись також Категорія:Народились 22 липня
- 1031 — Роджер І, король Сицилії (†22 червня 1101);
- 1713 — Жак-Жермен Суффло, французький архітектор-класицист;
- 1784 — Фрідріх-Вільгельм Бессель, німецький астроном і геодезист
- 1856 — Асаї Тю, японський художник;
- 1878 — Януш Корчак, польський письменник, педагог, лікар († 1942);
- 1887 — Густав Людвіг Герц, німецький фізик, лауреат Нобелівської премії з фізики 1925 року
- 1891 — Сергій Пилипенко, український письменник, байкар, публіцист. Розстріляний 3 березня 1934 року;
- 1898 — Александр Колдер, відомий американський скульптор, автор «мобілей» — кінетичних скульптур, які приводяться в рух електрикою або вітром.
- 1900 — Милиця Симашкевич український художник театру й кіно;
- 1902 — Петро Холодний, український маляр-монументаліст, графік
- 1908 — Іван Черінько, український і туркменський художник і педагог (†1948);
- 1929 — Володимир Довгань, радянський і український кінорежисер, сценарист († 1 червня 2006);
- 1937 — Богдан Климчак, український письменник, довголітній політв'язень радянських концтаборів. Один з останніх політв'язнів УССР.
- 1946 — Мірей Матьє, французька співачка.
- 1956 — Мік Пойнтер, рок-музикант, ударник гуртів «Arena» та «Marillion»;
- 1962 — Віктор Дейсун, український художник, член Національної спілки художників України;
- 1977 — Геннадій Білодід, український дзюдоїст;
- 1989 — Віталій Блажко, офіцер Національної гвардії України, учасник російсько-української війни, Герой України.
- 2013 — Принц Джордж Кембриджський, син герцога Кембриджського Вільяма та його дружини, герцогині Кембриджської Кетрін, онук принца Уельського Чарльза, правнук королеви Єлизавети II; майбутній спадкоємець британського престолу.

## Померли
Дивись також Категорія:Померли 22 липня
- 1827 — Людвіґ Якоб, філософ, економіст, філолог, професор Харківського університету.
- 1870 — Йозеф Штраус, австрійський композитор, скрипаль і диригент; син відомого композитора Йоганна Штрауса.
- 1903 — Корнило Устиянович, український художник, представник класицизму й академізму в Королівстві Галичини та Володимирії, письменник, драматург, публіцист.
- 1915 — Сендфорд Флемінг, інженер та винахідник, створив залізничну мережу Канади, був дизайнером перших канадських поштових марок.
- 1923 — Франтішек Алберт, чеський хірург та письменник.
- 1927 — Тадей Рутковський, український драматург, митець, актор-комік; грав у Кам'янці-Подільському; автор п'єс українською і російською мовами.
- 1932 — Реджінальд Фессенден   канадський винахідник, фізик.
- 1934 — Джон Діллінджер, грабіжник банків, гангстер.
- 1942 — Василь Бандера (місце смерті Аушвіц-Освєнцім), учасник національно-визвольних змагань, член ОУН.
- 1944 — Олександр Олесь, український письменник, поет, батько Олега Ольжича.
- 1958 
  - Юлій Манасевич, заслужений лікар УРСР.
  - Михайло Зощенко, російський письменник-новеліст, родом українець з Одеси, сатирик.
- 1967 — Карл Сендберг, американський поет, історик, романіст, фольклорист, лауреат Пулітцерівської премії.
- 1970 — Фріц Кортнер, австрійський і німецький актор, режисер театру і кіно, сценарист.
- 1972 — Макс Ауб, іспанський письменник.
- 1986 — Наталія Ужвій, українська радянська акторка театру і кіно.
- 1992 — Вейн Макларен, американський каскадер, актор, модель, учасник родео.
- 2001 — Марія Гороховська, українська гімнастка, триразова олімпійська чемпіонка; на літніх Олімпійських іграх 1952 року виборола сім олімпійських медалей.
- 2004 
  - Костянтин Степанков, український актор театру та кіно, Народний артист України.
  - Саша Дістель, французький співак, гітарист, композитор, актор.
- 2007 — Олександр Татарський, український режисер мультиплікації, художник, продюсер, аніматор. Працював у жанрі пластилінової анімації, автор мультфільму «Пластилінова ворона». Син сценариста М. О. Татарського.
- 2012 — Богдан Ступка, український актор театру і кіно, Народний артист України.